# Centre de recherches et d'études documentaires sur l'Afghanistan
Le Centre de recherches et d'études documentaires sur l'Afghanistan (CEREDAF) est une association française créée en 1983[Où ?] par des universitaires, des chercheurs, des diplomates, des amis de l'Afghanistan à l'initiative de l'organisation non-gouvernementale AFRANE (Amitié franco-afghane). 
Cette association loi de 1901 est aujourd'hui la première ressource documentaire sur l'Afghanistan en Europe et peut-être au monde. Elle propose en effet à la consultation plus de 1200 ouvrages, 1800 monographies, la collection de 70 périodiques, des bibliographies, des dossiers de presse, une vidéothèque, une photothèque, etc., consacrés à l'Afghanistan au sein d'un centre documentaire situé à Paris.
Le Ceredaf organise régulièrement des colloques ou des journées d'études sur divers aspects de l'histoire, de la société, et de l'actualité de l'Afghanistan. Le dernier en date a eu lieu à l'Assemblée nationale les 16 et 17 mars 2012 sur le thème : « 90 ans de relations France-Afghanistan 1922-2012. » , dont les actes ont été publiés.
Il édite depuis ses origines un bulletin mensuel, Le Bulletin du Ceredaf, qui présente notamment une chronologie des événements liés à l'Afghanistan au jour le jour et une revue de la presse internationale sur l'Afghanistan, ainsi que divers ouvrages.

## Publications
Parmi les ouvrages publiés sous les auspices du Ceredaf :
- Cris du cœur (recueillis par Mohammed Kacem Fazelly), Ceredaf, 1990,  (ISBN 2-906657-10-7)
- Hélène Saberi, La Cuisine afghane, Ceredaf, 1991, 9782914245227
- Habibullah Rostam, Une éthique du développement, Ceredaf, 1991  (ISBN 2-906657-13-1)
- André Perny, Notes sur l'élément arabe en persan, Ceredaf, 1992,  (ISBN 2-906657-19-0)
- Serge de Beaurecueil, Chronique d'un témoin privilégié, 1989-1992, présentation par Etienne Gille et Sylvie Heslot, 3 volumes
- Les Provinces afghanes, Ceredaf, 1993
- Les Aventures de Mollah Nasroddin, trad. André Perny, Ceredaf, 1993  (ISBN 2-906657-20-4)
- Aleksej Cikicev, Spetsnatz en Afghanistan, trad. Philippe Frison, Ceredaf, 1994  (ISBN 2-906657-22-0)
- Ludwig M. Adamec, Les Dourranis aux 18e et 19e siècles, Ceredaf, 1995,  (ISBN 2--906657-23-9)
- La Femme afghane, colloque UNESCO, 2000,  (ISBN 2-906657-25-5)
- Afghanistan, Patrimoine en péril, Ceredaf/Association des amis de l'Orient, 2001,  (ISBN 2-906657-27-1)
- Nadjib Malalaï, Tresses et labyrinthes, contes pachto, Ceredaf, 2001  (ISBN 2-906657-26-3)
- Afghanistan. Chronologie 1973-2001, Ceredaf, 2001,  (ISBN 9782906657281)
- Simone Choukour-Wali, Boud na-Boud, légendes, contes, fables, Ceredaf, 2003,  (ISBN 2-906657-29-8)
- L'Art de l'Afghanistan, de la préhistoire à nos jours, Ceredaf, 2005,  (ISBN 2-906657-29-8)
- Paysages culturels, paysages naturels du centre de l'Afghanistan (Bamiyan, Band-e Amir), Ceredaf, 2010,  (ISBN 9782906657335)
- Mohammed Sediq Farhang, Afghanistan, les cinq derniers siècles, vol. 1 (XVIe-1919), trad. Zia Farhang et Etienne Gille, Ceredaf, 2011,  (ISBN 978-2-906657-34-2)
- 90 ans de relations France-Afghanistan, 1922-2012. Histoire et perspectives, actes du colloque organisé à l'Assemblée nationale les 16 et 17 mars 2012, Paris, Ceredaf, mai 2013, 336 p., ill. nb et coul.  (ISBN 978-2-906657-35-9)
- Mohammed Sediq Farhang, Afghanistan, les cinq derniers siècles, vol. 2 (1919-1979), trad. Zia Farhang, Ceredaf, 2014, 414 p.,  (ISBN 978-2-906657-36-6). Une remarquable analyse solidement documentée, par un témoin privilégié, de près d'un siècle d'histoire.
- Étienne Gille, Restez pour la nuit! "Chao bâched !", coédition L'Asiathèque/Ceredaf, novembre 2016. (Préface d'Olivier Roy). Le savoir vivre à l'afghane.
- René Dollot, ministre de France en Afghanistan, Afghanistan. 1934-36, (réédition de l'ouvrage publié en 1937 avec de nombreuses illustrations inédites d'époque), Ceredaf, janvier 2017, 269 p. (préface par Véra Marigo, introduction par Gilles Rossignol).
- Gilles Rossignol,  Afghanistan. Chroniques d'histoire, Paris, Ceredaf, oct. 2018, 210 p., illustr., bibliogr. (Préface de Régis Koetschet, ancien ambassadeur de France en Afghanistan).